# Zakura
Zakura (arab. زكورة, Zakūra; berb. ⵜⴰⵣⴰⴳⵓⵔⵜ, Tazagurt; fr. Zagora) – miasto w południowo-wschodnim Maroku, w regionie Dara-Tafilalt, siedziba administracyjna prowincji Zakura. W 2014 roku liczyło ok. 40 tys. mieszkańców. Mimo niewielkiej liczby zabytków w samym mieście (Zakurę zbudowano dopiero w XX wieku), przyjeżdża tu wielu turystów ze względu na tutejsze krajobrazy i położone w pobliżu plantacje palmowe oraz oazy.

## Współpraca
Miejscowość partnerska:
- Chapelle-lez-Herlaimont, Belgia